# داريا دميتريفا (كرة يد)
داريا دميتريفا (الروسية: Дмитриева, Дарья Евгеньевна) مواليد 9 أغسطس 1995 في تولياتي، هي لاعبة كرة يد روسية تلعب كوسط مدافع. مثلت منتخب روسيا لكرة اليد للسيدات. شاركت في دورة الألعاب الأولمبية الصيفية سنة 2016.

## سجل المنافسة
شاركت في البطولات التالية:
- الألعاب الأولمبية الصيفية 2016
- بطولة العالم لكرة اليد للسيدات 2015
- بطولة أوروبا لكرة اليد للسيدات 2014
- بطولة أوروبا لكرة اليد للسيدات 2016

## الإنجازات
- الدوري الروسي لكرة اليد للسيدات:
  - الميدالية الذهبية: 2012، 2013، 2014
- كأس أبطال الكؤوس الأوروبية لكرة اليد للسيدات:
  - نصف النهائي: 2011–12
- بطولة العالم لكرة اليد للسيدات شباب:
  - الميدالية الفضية: 2012

## روابط خارجية
- داريا دميتريفا على موقع الاتحاد الدولي لكرة اليد (الإنجليزية)
- داريا دميتريفا على موقع الاتحاد الأوروبي لكرة اليد (الإنجليزية)
- داريا دميتريفا على موقع اللجنة الأولمبية الدولية (الإنجليزية)
- داريا دميتريفا على موقع أوليمبيديا (الإنجليزية)